# Proboscidopirates
Proboscidopirates is een geslacht van wantsen uit de familie van de Enicocephalidae. Het geslacht werd voor het eerst wetenschappelijk beschreven door Villiers in 1958.

## Soorten
Het genus bevat de volgende soorten:

- Proboscidopirates attenuatus Villiers, 1958
- Proboscidopirates breviceps Villiers, 1969
- Proboscidopirates curticornis Villiers, 1969
- Proboscidopirates ericguilberti Baňař & Štys, 2015
- Proboscidopirates griveaudi Villiers, 1958
- Proboscidopirates robinsoni Villiers, 1958
- Proboscidopirates rugulosus Baňař & Štys, 2015
- Proboscidopirates vadoni Villiers, 1969